# Ampyx
Ampyx es un género extinto de trilobites de la familia Raphiophoridae. Fue descrito por Johan Wilhelm Dalman en 1827.

## Especies
- Ampyx cetsarum
- Ampyx delfinus
- Ampyx laticaudatus
- Ampyx linleyensis
- Ampyx nitidus
- Ampyx ouralti
- Ampyx pater
- Ampyx repulsus